# Список олимпийских рекордов в стрельбе из лука
Список олимпийских рекордов в стрельбе из лука.
В различное время в стрельбе из лука соревнования проводились в разных форматах. До введения «сетовой системы» в 2012 году, при которой мировые рекорды не применимы, в каждом раунде победитель определялся по наибольшему количеству очков за определённое количество выстрелов (в личных турнирах 12, 18, 36; в командных — 27, 54). Также, рейтинговый раунд проводится по такой же системе: в личном турнире каждый спортсмен выполняет 72 выстрела, в командном — 216 (сумма выстрелов трёх лучников, каждый из которых стреляет 72 раза). В миксте, введённом в 2020 году, рекорды есть только в рейтинговом раунде, в котором каждая пара выполняет 144 выстрела (каждый по 72).

## Мужчины
| Выстрелы | Очки | Раунд соревнований    | Имя                                 | Страна      | Олимпиада    | Дата             | Прим. |
| -------- | ---- | --------------------- | ----------------------------------- | ----------- | ------------ | ---------------- | ----- |
| 72       | 700  | Предварительный раунд | Ким У Джин                          | Южная Корея | Рио 2016     | 5 августа 2016   | [ 1 ] |
| 18       | 173  | Матч                  | Пак Кён Мо                          | Южная Корея | Афины 2004   | 19 августа 2004  | [ 2 ] |
| 12       | 115  | Матч                  | О Гё Мун                            | Южная Корея | Атланта 1996 | 1 августа 1996   | [ 2 ] |
| 36       | 339  | Раунд на выбывание    | Чэнь Шиюань                         | Тайвань     | Афины 2004   | 19 августа 2004  | [ 2 ] |
| 36       | 340  | Финал                 | Тим Каддихи                         | Австралия   | Афины 2004   | 19 августа 2004  | [ 2 ] |
| 216      | 2087 | Предварительный раунд | Лим Дон Хён Ким Боп Мин О Джин Хёк  | Южная Корея | Лондон 2012  | 27 июля 2012     | [ 3 ] |
| 27       | 258  | Матч                  | Чан Ён Хо О Гё Мун Ким Чон Тхэ      | Южная Корея | Сидней 2000  | 22 сентября 2000 | [ 2 ] |
| 54       | 502  | Финал                 | Джастин Хьюиш Батч Джонсон Род Уайт | США         | Атланта 1996 | 2 августа 1996   | [ 2 ] |

## Женщины
| Выстрелы | Очки | Раунд соревнований    | Имя                               | Страна      | Олимпиада      | Дата             | Прим. |
| -------- | ---- | --------------------- | --------------------------------- | ----------- | -------------- | ---------------- | ----- |
| 72       | 694  | Предварительный раунд | Лим Си Хён                        | Южная Корея | Париж 2024     | 25 июля 2024     | [ 4 ] |
| 18       | 173  | Матч                  | Юн Ми Джин                        | Южная Корея | Сидней 2000    | 19 сентября 2000 | [ 5 ] |
| 12       | 114  | Матч                  | Ким Су Нён                        | Южная Корея | Барселона 1992 | 2 августа 1992   | [ 5 ] |
| 36       | 341  | Раунд на выбывание    | Юн Ми Джин                        | Южная Корея | Афины 2004     | 18 августа 2004  | [ 5 ] |
| 216      | 2046 | Предварительный раунд | Лим Си Хён Нам Су Хён Чон Хон Ён  | Южная Корея | Париж 2024     | 25 июля 2024     | [ 4 ] |
| 27       | 252  | Матч плей-офф         | Ким Су Нён Ким Нам Сун Юн Ми Джин | Южная Корея | Сидней 2000    | 21 сентября 2000 | [ 5 ] |
| 54       | 502  | Финал                 | Ким Су Нён Ким Нам Сун Юн Ми Джин | Южная Корея | Сидней 2000    | 21 сентября 2000 | [ 5 ] |

## Смешанный разряд
| Выстрелы | Очки | Раунд соревнований    | Имя                   | Страна      | Олимпиада  | Дата         | Прим. |
| -------- | ---- | --------------------- | --------------------- | ----------- | ---------- | ------------ | ----- |
| 144      | 1380 | Предварительный раунд | Ким У Джин Лим Си Хён | Южная Корея | Париж 2024 | 25 июля 2024 |       |